# Sterne von Berlin – Die jungen Polizisten
Sterne von Berlin – Die jungen Polizisten war eine deutsche Reality-Seifenoper, die vom 21. November 2016 bis zum 16. Dezember 2016 bei RTL II im Nachmittagsprogramm gezeigt wurde.

## Handlung
„Sterne von Berlin – Die jungen Polizisten“ zeigt fünf Neulinge bei ihren ersten Schritten im echten Polizeileben. Pia, Linda, Eiji, Philipp und Nils haben ihre Polizeiausbildung erfolgreich abgeschlossen. Ihre erste Stelle als Polizeikommissar treten sie auf dem Berliner Abschnitt 10 an, eine Wache mitten im sozialen Brennpunkt der Hauptstadt. Dort erleben sie nicht nur ihre ersten Einsätze unter realen Bedingungen, sondern kommen sich auch in der gemeinsamen Dienstwohnung privat schnell näher. Ihr unvoreingenommener Blick auf die Polizeiarbeit hilft ihnen, neue Wege zu gehen, führt aber auch immer wieder zu Konflikten mit ihren Vorgesetzten.
Ob eine rasante Verfolgungsjagd mit einem Handtaschendieb, ein brandgefährlicher Einsatz mit aggressiven Straßenschlägern oder die Suche nach einer vermissten Jugendlichen – Pia, Linda, Eiji, Philipp und Nils finden sich in ihrem Alltag als Polizisten regelmäßig in brenzligen Situationen wieder, die es zu meistern gilt. Und auch das Zusammenleben in der WG sorgt ständig für Spannungen unter den Kollegen.
Für moralische Unterstützung sorgen ihre beiden Vorgesetzten: Polizeioberkommissar Kai Rusche und seine Kollegin Kriminalhauptkommissarin Martina Maas. Beide sind zwar hart, aber fair und dabei immer korrekt. Trotz aller Sympathien stehen die beiden für eine strikte Trennung von beruflichem und privatem.

## Besetzung

### Hauptdarsteller
| Darsteller       | Figur                                 | Folgen | Jahre | Beschreibung                  |
| Pascal Spalter   | Nils Röder                            | 1–20   | 2016  | Polizist, Wrestler, ehm. Koch |
| Philipp Stehler  | Philipp Höpfner                       | 1–20   | 2016  | Polizist                      |
| Franziska Balzer | Pia Majewski                          | 1–20   | 2016  | Polizistin                    |
| Jana Verweyen    | Linda Borowski                        | 1–20   | 2016  | Polizistin, ehm. Kellnerin    |
| Elyas Ali Ayari  | Arkan-Johannes „Eiji“ Eloglu-Delitsch | 1–20   | 2016  | Polizist                      |
| Nadine Fichtner  | Martina Maas                          | 1–20   | 2016  |                               |
| Volker Littwin   | Kai Rusche                            | 1–20   | 2016  |                               |

## Ausstrahlung
Die Serie feierte am 21. November 2016 seine Premiere um 17 Uhr auf RTL II.
RTL II plant erstmal mit 20 Folgen zu drehen und auszustrahlen.